# Parco nazionale del Comoé
Il parco nazionale del Comoé è un'area protetta che si trova in Costa d'Avorio, nella parte nord-occidentale del paese, vicino al confine con il Ghana e con il Burkina Faso. Il nome deriva dal fiume che lo attraversa da nord a sud, il Comoé.
Nel 1983 il parco è stato inserito nell'elenco dei patrimoni dell'umanità dell'UNESCO, per la notevole biodiversità della vegetazione che vi si trovava. Nel 2003, però, è stato dichiarato "in pericolo" a causa del diffuso bracconaggio, dell'incremento incontrollato dell'allevamento di bestiame all'interno dei confini del parco, e dell'assenza di una forma di gestione del parco. Questa situazione è stata dichiarata superata nella XLI sessione del Comitato per il patrimonio dell'umanità, che il 4 luglio 2017 ha tolto il parco dalla Lista dei patrimoni dell'umanità in pericolo.

## Ambiente

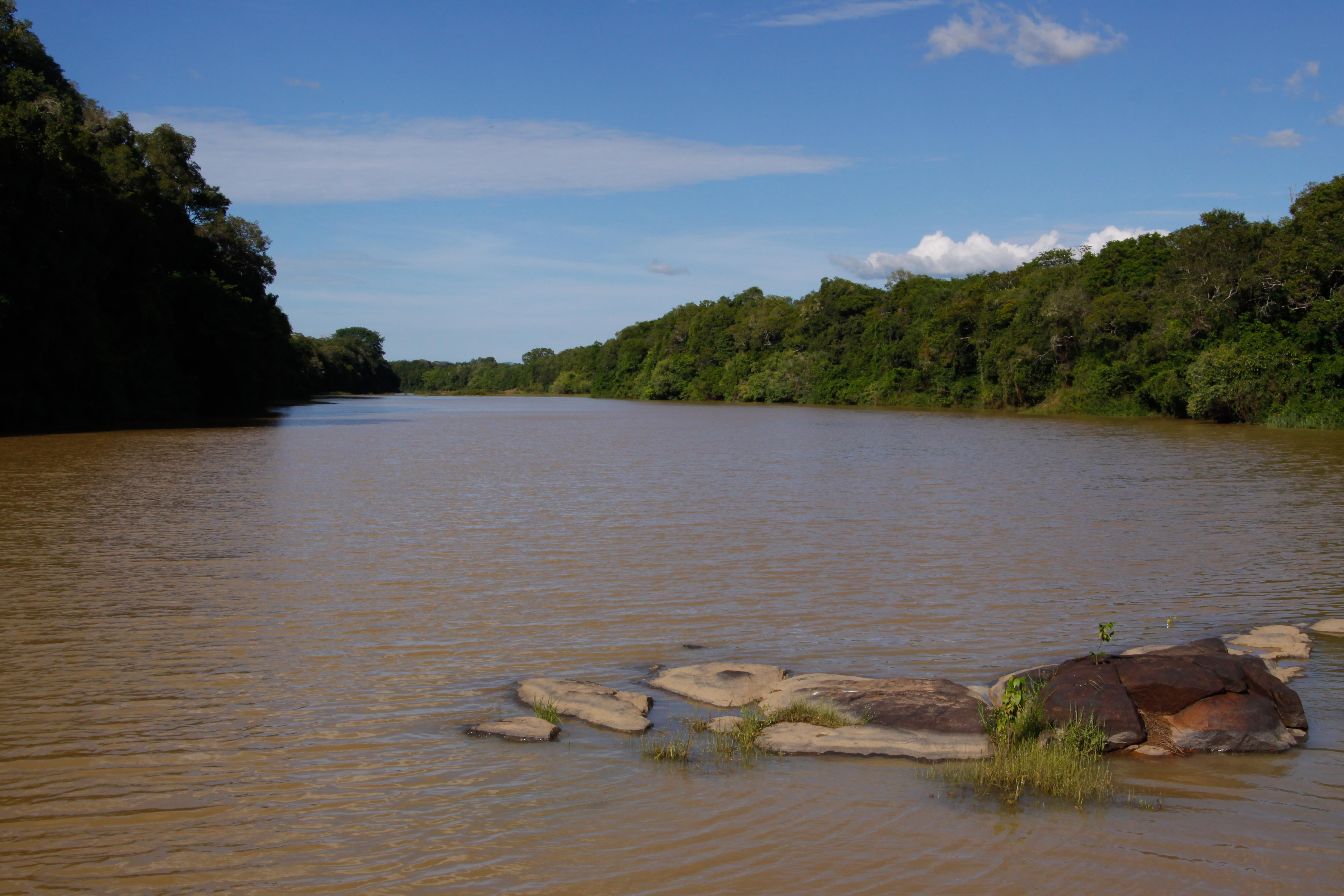
Il fiume Comoé attraversa il parco

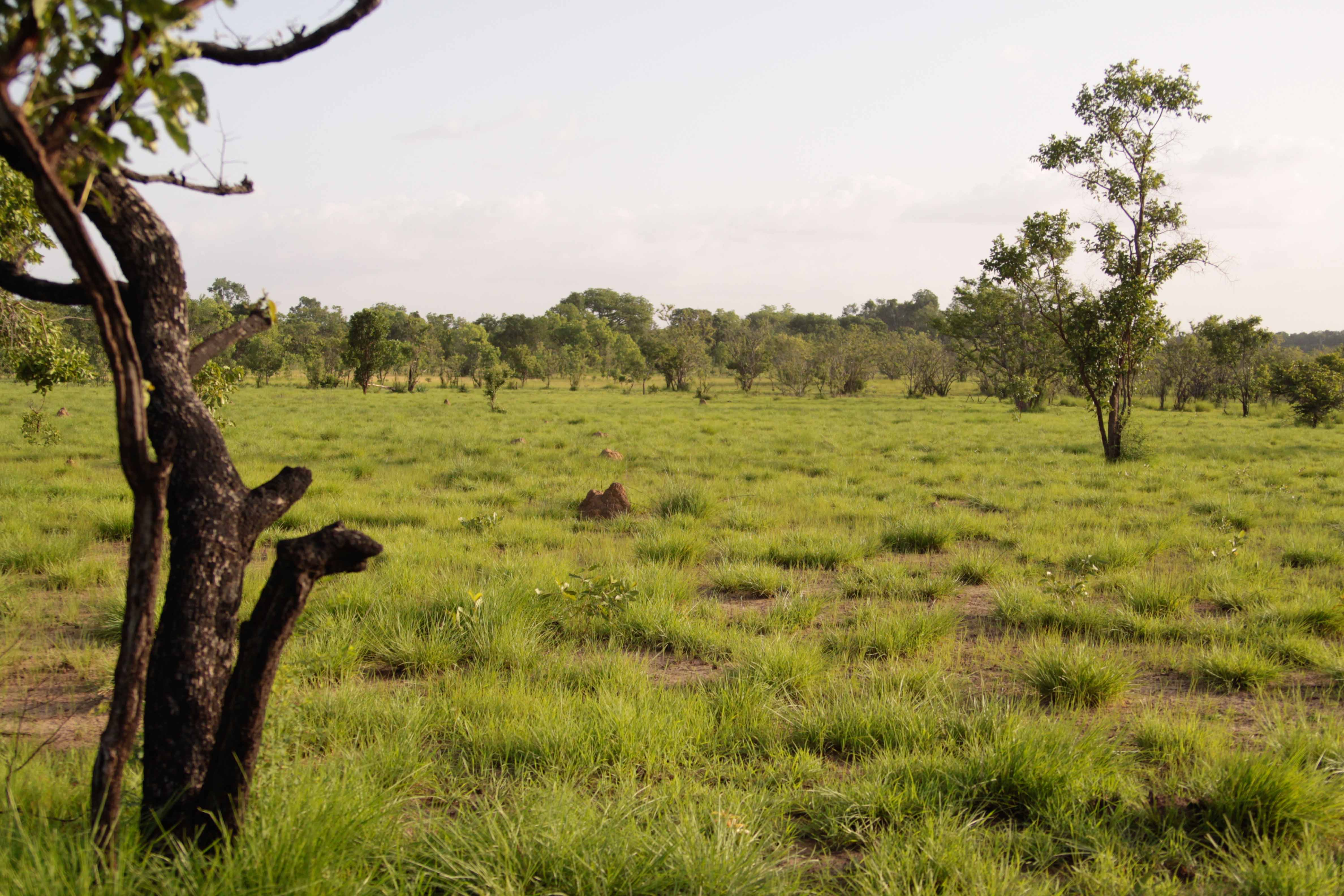
Savana nel Parco nazionale Comoé

La grande diversità climatica nord-sud ha favorito una moltitudine di habitat contenenti una notevole diversità di vita, per cui la savana è la più ricca di biodiversità del mondo, variando dalla zona secca sudanese alla relativamente umida savana della Guinea. Questi habitat comprendono per la maggior parte diverse savane, isole forestali, foreste a galleria e praterie, fornendo così un esempio ideale di habitat di transizione in varie zone climatiche. Il fiume Comoé, che scorre in tutta la Costa d'Avorio, ha anche permesso l'esistenza di vari habitat e associazioni vegetali che normalmente si trovano più a sud nel parco, come macchie di fitta foresta a galleria nelle vicinanze del fiume. 
Geomorfologicamente il parco è costituito da grandi pianure attraverso le quali scorrono il fiume Comoé e i suoi affluenti (Iringou, Bavé, Kongo). Il fiume Comoé e i suoi affluenti costituiscono il drenaggio principale e il Comoé attraversa il parco per 230 chilometri, con corsi d'acqua che drenano anche verso il Volta a est. Ci sono vari stagni permanenti e semipermanenti distribuiti in tutto il parco, la maggior parte dei quali si prosciuga durante la stagione secca. I terreni sono per la maggior parte sterili e inadatti alla coltivazione. Anche gli inselberg di granito si innalzano fino a 600 metri all'interno dell'area del parco. [2]
Fauna